# Cognition spatiale
La cognition spatiale désigne la faculté mentale à se représenter l'espace, à manipuler des informations spatiales et à utiliser des concepts relatifs à cette notion. 
D'un point de vue scientifique, la cognition spatiale est abordée par  :
- la psychologie du développement qui étudie la façon dont les enfants acquièrent et utilisent les notions d'espace (par exemple, la droite et la gauche) ;
- l'anthropologie cognitive qui décrit la façon dont les différents systèmes linguistiques et culturels influencent la représentation que se font les individus de l'espace ;
- la psychologie comparée qui compare les aptitudes humaines à celles d'autres animaux. Le « langage » utilisé par les abeilles pour indiquer à leurs congénères les sources de nourritures environnantes fait ainsi la preuve de leur aptitude à manipuler des informations spatiales relativement complexes ;
- les neurosciences cognitives qui étudient les circuits qui traitent les informations spatiales dans le cerveau, depuis la perception de l'espace par les différentes modalités sensorielles jusqu'aux traitements complexes tels que la mémorisation et l'utilisation de ces informations pour résoudre un problème. En France, le laboratoire « Cognition spatiale » de l'université d'Aix-Marseille dirigé par Francesca Sargolini est spécialisé dans ce domaine.

Au sein de l'espèce humaine, la différence sexuelle la plus consistante dans la cognition se trouve dans le domaine de la capacité spatiale, dans laquelle les hommes, en moyenne, surpassent systématiquement les femmes. Cette découverte a été reproduite dans de grands échantillons interculturels. Toutefois, bien que les différences entre les sexes soient robustes, les différences individuelles au sein des sexes expliquent beaucoup plus la variance de la capacité spatiale que les différences entre les sexes. Cette différence entre les sexes ne semble pas pouvoir être expliquée par une différence de testostérone prénatale.
Les hommes surpassent les femmes en capacité spatiale à grande et à petite échelle, mais l'ampleur de l'effet de la différence entre les sexes dans la capacité spatiale à grande échelle est significativement supérieure à celle de la capacité spatiale à petite échelle. Une étude met en avant notamment le rôle du fonctionnement du gyrus parahippocampique pour expliquer ces différences de résultat.